# 波紋 (映画)
『波紋』（はもん）は、2023年5月26日公開の日本映画。監督・脚本は荻上直子、主演は筒井真理子。
東日本大震災、老老介護、新興宗教、障害者差別などの現代社会が抱える問題に翻弄される中年女性とその家族を描く。

## キャスト
- 須藤依子：筒井真理子
- 須藤修：光石研[1][2]
- 須藤拓哉：磯村勇斗[1][2]
- 渡辺美佐江：安藤玉恵[1][2]
- 小笠原ひとみ：江口のりこ[1][2]
- 伊藤節子：平岩紙[1][2]
- 佐伯：ムロツヨシ[4][5]
- 川上珠美：津田絵理奈[2][6]
- 花王おさむ[2][4]
- 門倉太郎：柄本明[1][2]
- 水木：木野花[1][2]
- 橋本昌子：キムラ緑子[1][2]

## スタッフ
- 監督・脚本：荻上直子
- エグゼクティブプロデューサー：富田朋子、堤天心、小山洋平、高津英泰、久田晴喜、寺井禎浩[2][4]
- プロデューサー：杉田浩光、渡辺誠[2][4]
- 企画・プロデューサー：米満一正[2][4]
- 撮影：山本英夫[4]
- 照明：小野晃[4]
- 録音：清水雄一郎[4]
- 美術：安宅紀史[4]
- 衣装：宮本まさ江[4]
- 衣装（現場）：村田野恵[4]
- ヘアメイク：須田理恵[4]
- 音楽：井出博子[4]
- 編集：普嶋信一[4]
- 記録：天池芳美[4]
- VFX：大萩真司、佐伯真哉[4]
- 音響効果：中村佳央[4]
- 助監督：関谷崇[4]
- 演技事務：竹村悠[4]
- 制作担当：柴野淳[4]
- ラインプロデューサー：金森保[2][4]
- 助成：文化庁文化芸術振興費補助金（映画創造活動支援事業）独立行政法人日本芸術文化振興会
- 配給：ショウゲート[2][4]
- 宣伝：FINOR
- 制作協力：キリシマ1945[2][7]
- 製作幹事・制作プロダクション：テレビマンユニオン[2][7]
- 製作：映画「波紋」フィルムパートナーズ（テレビマンユニオン、U-NEXT、博報堂DYミュージック&ピクチャーズ、読売テレビ放送、イオンエンターテイメント、ジャストプロ）[7]